# Lista de deputados estaduais de São Paulo da 12.ª legislatura
Esta é a lista de deputados estaduais de São Paulo para a legislatura 1991–1995.

## Composição das bancadas
| Partido | Líder            | Bancada | Posição      |
| ------- | ---------------- | ------- | ------------ |
| PMDB    | João Leiva       | 19 / 84 | Governo      |
| PT      | João Paulo Cunha | 14 / 84 | Oposição     |
| PDS     | Erasmo Dias      | 11 / 84 | Oposição     |
| PTB     | Barros Munhoz    | 11 / 84 | Oposição     |
| PSDB    | Bernardo Ortiz   | 9 / 84  | Oposição     |
| PFL     | Nabi Abi Chedid  | 8 / 84  | Governo      |
| PDT     | Ruy Gonzalez     | 3 / 84  | Independente |
| PST     | Afanásio Jazadji | 2 / 84  | Oposição     |
| PRN     | Léo Oliveira     | 2 / 84  | Oposição     |
| PL      | Nelson Fernandes | 2 / 84  | Governo      |
| PDC     | Osvaldo Bettio   | 1 / 84  | Oposição     |
| PSB     | Gilson Menezes   | 1 / 84  | Oposição     |
| PCdoB   | Jamil Murad      | 1 / 84  | Oposição     |

## Deputados Estaduais
Foram escolhidos 84 deputados estaduais para a Assembleia Legislativa de São Paulo.
| Número | Deputados estaduais eleitos | Partido | Votação | Percentual | Cidade onde nasceu      | Unidade federativa |
| 52111  | Afanásio Jazadji            | PST     | 153.334 | 0,91%      | São Paulo               | São Paulo          |
| 15152  | João Leiva                  | PMDB    | 102.908 | 0,60%      | São Paulo               | São Paulo          |
| 15219  | Roseli Thomeu               | PMDB    | 92.190  | 0,54%      | Guarulhos               | São Paulo          |
| 15141  | Rubens Furlan               | PMDB    | 87.383  | 0,51%      | Sorocaba                | São Paulo          |
| 17111  | Osvaldo Bettio              | PDC     | 65.907  | 0,38%      | Promissão               | São Paulo          |
| 14180  | Newton Brandão              | PTB     | 60.418  | 0,35%      | Borda da Mata           | Minas Gerais       |
| 45141  | Bernardo Ortiz              | PSDB    | 58.784  | 0,34%      | Rio de Janeiro          | Rio de Janeiro     |
| 15125  | Mauro Bragato               | PMDB    | 55.647  | 0,32%      | Promissão               | São Paulo          |
| 25103  | Toninho da Pamonha          | PFL     | 54.414  | 0,32%      | Araras                  | São Paulo          |
| 25155  | Corauci Sobrinho            | PFL     | 53.406  | 0,31%      | Ribeirão Preto          | São Paulo          |
| 11166  | Hélio Ansaldo               | PDS     | 53.270  | 0,31%      | Santos                  | São Paulo          |
| 25118  | Nabi Abi Chedid             | PFL     | 50.050  | 0,29%      | Ramarith                | Líbano             |
| 11211  | Erasmo Dias                 | PDS     | 49.958  | 0,29%      | Paraguaçu Paulista      | São Paulo          |
| 11111  | Antônio Salim Curiati       | PDS     | 48.559  | 0,28%      | Avaré                   | São Paulo          |
| 14169  | Barros Munhoz               | PTB     | 46.548  | 0,27%      | São Paulo               | São Paulo          |
| 15191  | Osvaldo Justo               | PMDB    | 46.188  | 0,27%      | Santos                  | São Paulo          |
| 40240  | Gilson Menezes              | PSB     | 45.349  | 0,26%      | Miguel Calmon           | Bahia              |
| 36180  | Léo Oliveira                | PRN     | 45.123  | 0,26%      | Barrinha                | São Paulo          |
| 25277  | Waldemar Memau              | PFL     | 44.177  | 0,26%      | Limeira                 | São Paulo          |
| 15132  | Carlos Apolinário           | PMDB    | 43.925  | 0,26%      | São Paulo               | São Paulo          |
| 11138  | Conte Lopes                 | PDS     | 43.726  | 0,26%      | São Paulo               | São Paulo          |
| 45176  | Getúlio Hanashiro           | PSDB    | 43.456  | 0,25%      | Itariri                 | São Paulo          |
| 25125  | Artur Alves Pinto           | PFL     | 43.084  | 0,25%      | São Paulo               | São Paulo          |
| 45143  | Vanderlei Simionatto Doenha | PSDB    | 41.793  | 0,24%      | São Paulo               | São Paulo          |
| 15269  | Abelardo Camarinha          | PMDB    | 41.220  | 0,24%      | Santa Cruz do Rio Pardo | São Paulo          |
| 15157  | Uebe Rezeck                 | PMDB    | 40.802  | 0,24%      | Colina                  | São Paulo          |
| 13147  | Pedro Dallari               | PT      | 39.264  | 0,23%      | São Paulo               | São Paulo          |
| 11110  | Edson Elias Alves da Silva  | PDS     | 38.754  | 0,23%      | São Paulo               | São Paulo          |
| 15116  | Arnaldo Jardim              | PMDB    | 37.730  | 0,22%      | Altinópolis             | São Paulo          |
| 15124  | Roberto Purini              | PMDB    | 37.589  | 0,22%      | Poloni                  | São Paulo          |
| 45190  | Clemente de Almeida         | PSDB    | 36.599  | 0,21%      | Borda da Mata           | Minas Gerais       |
| 25235  | Edson Ferrarini             | PFL     | 36.517  | 0,21%      | São Paulo               | São Paulo          |
| 14232  | Francisco Ribeiro Nogueira  | PTB     | 35.649  | 0,21%      | Nipoã                   | São Paulo          |
| 45156  | Roberto Engler              | PSDB    | 35.434  | 0,21%      | São Paulo               | São Paulo          |
| 13288  | Roberto Gouveia             | PT      | 34.202  | 0,20%      | Ituiutaba               | Minas Gerais       |
| 25113  | João do Pulo                | PFL     | 33.166  | 0,19%      | Pindamonhangaba         | São Paulo          |
| 11250  | Roberto Bérgamo             | PDS     | 32.045  | 0,19%      | Tupã                    | São Paulo          |
| 25200  | Luiz Lauro Ferreira         | PFL     | 32.009  | 0,19%      | Monte Belo              | Minas Gerais       |
| 14140  | Campos Machado              | PTB     | 31.874  | 0,19%      | Cerqueira César         | São Paulo          |
| 45153  | Célia Leão                  | PSDB    | 31.852  | 0,19%      | São Paulo               | São Paulo          |
| 15185  | Edinho Araújo               | PMDB    | 31.073  | 0,18%      | Santa Fé do Sul         | São Paulo          |
| 11143  | Junji Abe                   | PDS     | 30.844  | 0,18%      | Mogi das Cruzes         | São Paulo          |
| 15195  | Joel Freire da Costa        | PMDB    | 30.609  | 0,18%      | São Paulo               | São Paulo          |
| 14133  | Walter José Demarchi        | PTB     | 30.024  | 0,18%      | São Bernardo do Campo   | São Paulo          |
| 11120  | Wadih Helu                  | PDS     | 29.198  | 0,17%      | Tatuí                   | São Paulo          |
| 15172  | Vergílio Dalla Pria         | PMDB    | 29.084  | 0,17%      | Quatá                   | São Paulo          |
| 45167  | Luiz Carlos Neves           | PSDB    | 29.057  | 0,17%      | Pirapora do Bom Jesus   | São Paulo          |
| 15252  | Adilson Monteiro Alves      | PMDB    | 28.721  | 0,17%      | São Paulo               | São Paulo          |
| 15112  | Lobbe Neto                  | PMDB    | 28.429  | 0,17%      | São Paulo               | São Paulo          |
| 15179  | Jayme Gimenez               | PMDB    | 28.368  | 0,17%      | Matão                   | São Paulo          |
| 14171  | Daniel Marins Alessi        | PTB     | 28.260  | 0,16%      | São Paulo               | São Paulo          |
| 22292  | Nelson Fernandes            | PL      | 27.521  | 0,16%      | Tabuaço                 | Portugal           |
| 14113  | Israel Zekcer               | PTB     | 27.337  | 0,16%      | São Paulo               | São Paulo          |
| 14229  | Celso Giglio                | PTB     | 26.891  | 0,16%      | Campinas                | São Paulo          |
| 45139  | Ricardo Tripoli             | PSDB    | 26.748  | 0,16%      | São Paulo               | São Paulo          |
| 45152  | José Maria de Araújo Júnior | PSDB    | 26.594  | 0,16%      | Santa Bárbara d'Oeste   | São Paulo          |
| 52160  | Roque Barbiere              | PST     | 26.378  | 0,15%      | Coroados                | São Paulo          |
| 15121  | Tonico Ramos                | PMDB    | 26.284  | 0,15%      | Mococa                  | São Paulo          |
| 14250  | Osvaldo Sbeghen             | PTB     | 26.152  | 0,15%      | Mineiros do Tietê       | São Paulo          |
| 11101  | Sylvio Martini              | PDS     | 24.792  | 0,14%      | Araraquara              | São Paulo          |
| 22101  | Chico Bezerra               | PL      | 24.751  | 0,14%      | Crateús                 | Ceará              |
| 14111  | Fernando Silveira           | PTB     | 24.614  | 0,14%      | Amargosa                | Bahia              |
| 13115  | João Paulo Cunha            | PT      | 24.452  | 0,14%      | Caraguatatuba           | São Paulo          |
| 15181  | Delegada Rose Corrêa        | PMDB    | 24.432  | 0,14%      | São Paulo               | São Paulo          |
| 11186  | Nelson Salomé               | PDS     | 24.350  | 0,14%      | Araras                  | São Paulo          |
| 11204  | Hatiro Shimomoto            | PDS     | 24.023  | 0,14%      | São Paulo               | São Paulo          |
| 36108  | Paulo César de Velasco      | PRN     | 23.538  | 0,14%      | Curvelo                 | Minas Gerais       |
| 14222  | Vicente Botta               | PTB     | 22.973  | 0,13%      | São Carlos              | São Paulo          |
| 15223  | Milton Monti                | PMDB    | 22.895  | 0,13%      | São Manuel              | São Paulo          |
| 12293  | João Marcelo Gonçalves      | PDT     | 21.960  | 0,13%      | São José do Rio Preto   | São Paulo          |
| 12216  | Ruy Gonzalez                | PDT     | 21.355  | 0,12%      | Guarujá                 | São Paulo          |
| 12236  | Julinho Marcondes           | PDT     | 20.383  | 0,12%      | São Carlos              | São Paulo          |
| 13150  | Antonio Palocci             | PT      | 20.290  | 0,12%      | Ribeirão Preto          | São Paulo          |
| 13130  | Ivan Valente                | PT      | 19.885  | 0,12%      | São Paulo               | São Paulo          |
| 13255  | Luiz Carlos Pedro (Luizão)  | PT      | 19.181  | 0,11%      | São Vicente             | São Paulo          |
| 13147  | Beatriz Pardi               | PT      | 18.919  | 0,11%      | Campinas                | São Paulo          |
| 13154  | Professor Luizinho          | PT      | 18.062  | 0,10%      | Cândido Mota            | São Paulo          |
| 13155  | Antônio Lucas Buzato        | PT      | 17.120  | 0,10%      | José Bonifácio          | São Paulo          |
| 13215  | Luizinho Azevedo            | PT      | 16.457  | 0,10%      | Araraquara              | São Paulo          |
| 13160  | Antenor Chicarino           | PT      | 16.304  | 0,10%      | Guaratinguetá           | São Paulo          |
| 65111  | Jamil Murad                 | PCdoB   | 15.155  | 0,09%      | José Bonifácio          | São Paulo          |
| 13123  | José Zico Prado             | PT      | 13.941  | 0,08%      | Macaubal                | São Paulo          |
| 13187  | Eloi Pietá                  | PT      | 13.838  | 0,08%      | Gaurama                 | Rio Grande do Sul  |
| 13101  | Arlindo Chinaglia           | PT      | 13.143  | 0,08%      | Serra Azul              | São Paulo          |